# 1785 w polityce

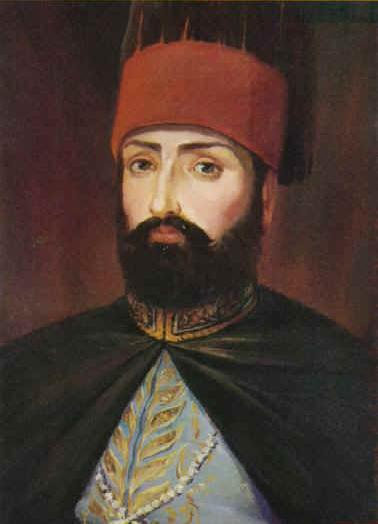
Mahmud II

Wydarzenia polityczne w 1785 roku.

## Urodzili się
- 20 lipca Mahmud II, sułtan turecki[1].